# اتوفرم
نرم‌افزار اتوفرم (به انگلیسی: AutoForm)از جمله نرم‌افزاری‌های قدرتمند مهندسی به کمک رایانه است که به منظور تحلیل و شبیه‌سازی فرایند فرم‌گیری ورق‌های فلزی استفاده می‌شود. این نرم‌افزار با استفاده از فرایندهای تحلیلی المان محدود، می‌تواند کلیه مراحل فرم‌گیری را شبیه‌سازی نماید و با استفاده از گرافیک قوی مراحل مختلف را با گویاترین انتخاب‌های تصویری نمایش دهد به طوری که نه تنها انواع پارگی و چروک را نشان می‌دهد، بلکه در کلیه گزارش‌ها ارائه شده از طیف رنگی به خوبی استفاده می‌کند و به‌صورت گسترده و در سطح جهانی در زمینه قالب‌های کشش و فرایند هیدروفرمینگ در صنایع شکل‌دهی به خصوص در شاخهٔ ورق کاری استفاده می‌شود.
این نرم‌افزار محصول یک شرکت آلمانی – سوئیسی است که اکنون در اکثر شرکت‌های بزرگ و معروف دنیا مورد استفاده قرار می‌گیرد. یکی از دلایل اصلی رشد استفاده از این نرم‌افزار در صنایع قالبسازی این است که باوجود پیچیده‌بودن تحلیل‌های تماسی که اساس روش‌های حل این نرم‌افزار است، نرم‌افزار طوری طراحی شده‌است که کاربر را درگیر مباحث مربوط به نرمافزارهای تحلیلی مانند المانبندی، تعیین نوع المان و … نمی‌کند.
استفاده از این نرم‌افزار باعث افزایش اطمینان، کاهش دفعات آزمایش قالب و کاهش زمان این عملیات می‌گردد و در نهایت به تولید قالب و قطعات مرغوب و قابل اطمینان منتهی می‌شود به علاوه اینکه مدت زمان توقف پرس و نرخ قطعات معیوب نیز کاهش می‌یابد.
این نرم‌افزار با تکیه بر دانش و تجارب صنایع ورق کاری متشکل از مجموعه ایی کامل، یکپارچه و با توانایی‌های فوق‌العاده قوی در تحلیل، مرور و بهینه‌سازی زنجیرهٔ تولید می‌باشد.
Auto Form کلیهٔ انواع فرایندهای ورق کاری را از ساخت یک قطعهٔ کوچک و تکی تا تولید قطعات سنگین در تیراژ بالا را تحت پوشش قرار می‌دهد. به دلیل وجود یکپارچگی کامل بین ماژول‌های این نرم‌افزار، اثر کلیهٔ تغییرات اعمالی در فازهای ابتدایی تولید به فازهای نهایی منتقل می‌گردد. این امر امکان اجرای فرایند مهندسی همزمان طراحی و تولید را ممکن می‌سازد که مهندسی همزمان مزایایی مانند بهینه‌سازی زمان تولید، کاهش هزینه، افزایش کیفیت و بالا بردن میزان تولید و به‌طور کلی افزایش بهره‌وری را داراست.
نرم‌افزار Auto Form به خاطر داشتن دقت در محاسبات سریع و محیط کاری بسیار مناسب مشهور است. ترکیب سرعت، دقت و کاربر دوستی این نرم‌افزار باعث شده‌است که به یکی از نرم‌افزارهای محوری در این زمینه از شکل‌دهی بدل شود.

## اهداف مورد استفاده
1. طراحی قالب کشش عمیق و فرم
2. محاسبه و شبیه‌سازی عملیات کشش و فرم، تریم، بازگشت فنری و…
3. محاسبه و شبیه‌سازی پیش‌فرم با فشار سیال
4. محاسبه بلانک و جانمایی قطعه
5. محاسبه پارگی؛ چروکیدگی؛ ضخامت ورق و …

مهمترین پارامترهایی که معمولاً برای تولید یک قطعه خوب و با کیفیت قابل توجه می‌باشد شامل موارد زیر است:
- عدم وجود هر گونه چروک و پارگی در قطعه
- یکنواخت بودن ضخامت در تمام سطوح قطعه
- فرم‌گیری کامل و مورد قبول برای قطعه تولید شده
- دست یافتن به Stretch قابل قبول برای قطعاتی مثل سقف خودرو
- کیفیت سطح قابل قبول بدون Skid / Impact
- کاهش ضایعات[۵]

## شرکت‌های استفاده‌کننده از اتوفرم
طبق گفته‌های شرکت سازنده این نرم‌افزار بیش از ۳۰۰۰ کاربر در حدود ۸۰۰ شرکت و تولیدی در بیش از ۵۰ کشور از این نرم‌افزار استفاده می‌کنند. در زیر از بخشی از این تولیدی‌ها نام برده شده‌است.
| Audi                | AVTOVAZ        | BAIC Motor     |
| Beijing Auto        | BMW            | Chang'an Auto  |
| Chrysler            | FAW            | Fiat           |
| Ford                | GAZ Group      | General Motors |
| Honda               | Hero MotoCorp  | Great Wall     |
| BLANCO              | Franke         | Hyundai        |
| Int. Truck & Engine | Isuzu          | Iveco          |
| Jaguar              | Kia            | Land Rover     |
| Mahindra & Mahindra | Maruti Suzuki  | Mazda          |
| Mercedes-Benz       | Mitsubishi     | Opel           |
| Porsche             | PSA Groupe     | GE Appliances  |
| LG Electronics      | Renault Nissan | Renault Trucks |
| SAIC                | Scania         | Skoda          |
| SsangYong           | Subaru         | TAFE           |

در سایت شرکت می‌توان لیست کامل اسامی را مشاهده کرد.

## فهرست ماژول‌های اتوفرم
- AutoForm-Sigma

این ماژول نرم‌افزار AutoForm به‌طور تخصصی به بهبود استحکام و آنالیز محصولات ورق فلزی و فرایندهای آن می‌پردازد. استفاده از نرم‌افزار موجب بهبود فرایند شکل‌دهی و کاهش یا حذف قطعات معیوب می‌شود. با AutoForm-Sigma محصولات و فرایندها را می‌توان طراحی کرد. در نتیجه فرایند تولید در عین داشتن محصولی با مشخصات مطلوب، بازده بیشتری نیز خواهد داشت
- AutoForm-StampingAdviserplus

این ماژول به کاربران اجازه می‌دهد تا به سرعت و به راحتی امکان انجام فرایند را بررسی کنند. با استفاده از این بخش، مهندسان، طراحان محصول و ابزار آلات می‌توانند کیفیت اولیه را بهبود داده و طراحی مطمئنی داشته باشند. این نرم‌افزار نه تنها به آن‌ها اجازه می‌دهد که هزینه‌های تولید و توسعه محصولات جدید را کاهش دهند بلکه زمان عرضه محصول به بازار را نیز کاهش می‌دهند.
- AutoForm-ProcessPlannerplus

با استفاده از AutoForm-ProcessPlannerplus مهندسان می‌توانند به سرعت فرایند اصلی و فرایندهای جایگزین را مشخص کنند. این نقشه فرایند می‌تواند منجر به تولید محصولاتی با کیفیت و مقرون به صرفه شود. این نرم‌افزار کاربر را قادر می‌سازد تا فرایند را جنبه‌های مختلف مشخص، ارزیابی، بازبینی و مستند سازد. در واقع AutoForm-ProcessPlannerplus فاصله میان طرح استاندارد دو بعدی فرایند و مدل قالب سه بعدی آن را پر کرده‌است.
- AutoForm-ProcessExplorerplus

با استفاده ازAutoForm-ProcessExplorerplus مهندسان می‌توانند مهم‌ترین متغیرهایی که با فرایند شکل‌دهی در ارتباط هستند و توسط AutoForm-Solver بدست آمده‌اند را ارزیابی کنند. طراحان و مهندسان فرایند نیز می‌توانند جزئیات فرایند تولید قطعات ورق فلزی را مشخص و ارزیابی کنند.
- AutoForm-DieDesignerplus

ماژول AutoForm-DieDesignerplus مهندسان را قادر می‌سازد که شکل قالب را برای فرایند شکل‌دهی ورق طراحی کنند. این ماژول معمولاً در مرحله مهندسی فرایند برای ایجاد سریع سطوح قالب در فرایندهای کشش عمیق به کار می‌رود. با استفاده از این نرم‌افزار می‌توان عمیقاً فرایند را درک کرد و رفتار ورق را در طی فرایندهای چند گانه بررسی کرد.
- AutoForm-Compensatorplus

ماژول AutoForm-Compensatorplus به کاربران اجازه می‌دهد تا به صورت خودکار بخش‌هایی از قالب یا قطعه را بر حسب محاسبات بازگشت فنری اصلاح کنند. تحلیل و جبران بازگشت فنری در هنگام اصلاح قالب برای بهبود قطعه و قالب پیش از مرحله آزمایشی مورد استفاده قرار می‌گیرد؛ بنابراین ریسک اجرای تغییرات پر هزینه بعدی برای تغییر قالب یا فرایند کاهش می‌یابد.
- AutoForm-CostCalculatorplus

ماژول AutoForm-CostCalculatorplus در واقع یک نرم‌افزار برآورد هزینه است. این ماژول برای مشخص کردن مراحل فرایند و محاسبات مربوط به ابزارهایی که در تولید قطعات بدنه خودرو به کار می‌روند مورد استفاده قرار می‌گیرند. این ماژول یک راه جدید برای محاسبه قیمت ابزارهای مورد نیاز ارائه می‌دهد که با بررسی هندسه قطعه آغاز می‌شود
- AutoForm-DieAdviser

ماژول AutoForm-DieAdviser طرح بندی ابزارها و ملاحظات محافظت در برابر سایش را بر حسب AutoForm-Incrementalplus مشخص می‌کند. دوام ابزاها و نیاز به سخت کردن یا پوشش دهی سطوح آن‌ها بر حسب میزان تولید و نرخ ضربه پرس مشخص می‌شود. این نرم‌افزار نگرشی جدید در مورد نحوه بهبود ابزارها را ارائه می‌دهد و به افزایش عمر ابزارها و قالب‌ها و کاهش هزینه‌ها کمک می‌کند
- AutoForm-Solverplus

ماژول AutoForm-Solver برای شبیه‌سازی دقیق فرایند کشش و عملیات پس از آن و هم چنین بازگشت فنری است. شبیه‌سازی فرایند منگنه کاری (Stamping) با AutoForm-Solver به همراه نتایج بدست آمده از AutoForm-ProcessExplorer تمام اطلاعات لازم و ضروری برای طراحی فرایند در اختیار کاربر قرار می‌دهد.
- AutoForm-Trimplus

این ماژول به همراه AutoForm-Solver یک ابزار اساسی برای تعیین خط برش است و برای قالب‌های تریم (trim) مورد استفاده قرار می‌گیرد تا فرایند تریم بهینه شود. بهینه بودن فرایند تریم برای فرایندهای منگنه کاری متوالی بسیار مهم است و شکل و ابعاد مورد نظر در مرز قطعه را مشخص می‌کند.
- AutoForm-ThermoSolver

ماژول AutoForm-ThermoSolver کاربران را قادر می‌سازد تا فرایندهای شکل‌دهی گرم و کوئنچ را شبیه‌سازی کنند. این فرایندها اخیراً در صنعت خودرو از اهمیت ویژه ای بر خوردار شده‌است و برای دستیابی به قطعاتی با خواص مکانیکی مورد نظر و وزن سبک‌تر به کار می‌رود. اجزایی با استحکام بالا، هندسه پیچیده و بازگشت فنری کمتر می‌توانند با این نرم‌افزار در زمان کم و با هزینه کم طراحی شود. این نرم‌افزار مبتکرانه، شار حرارت و تغییرات فازی در حین فرایند کوئنچ را نیز در نظر می‌گیرد و به صورت گرافیکی خواص قطعه نهایی مانند توزیع ضخامت، تنش و کرنش را نیز نمایش می‌دهد.
- AutoForm Hydroforming Package

این پکیج از ماژول‌های AutoForm-HydroDesigner و AutoForm-Hydro تشکیل شده‌است و بااستفاده از این نرم‌افزار، مهندسان، طراحان فرایند و ابزارسازان می‌توانند تمام فرایند طراحی را از طراحی قطعه تا طراحی قالب آنالیز کنند.
- AutoForm-HemPlanner

این ماژول به کاربران امکان مشخص کردن و بهینه‌سازی فرایند فرایند Hemming را می‌دهد و همچنین امکان مشخص کردن عیوب مرتبط با این فرایند مانند چروک خوردگی و روی هم افتادن لبه‌ها در نقاط گوشه ای را نیز فراهم می‌آورد.

## User Interface
- کنترل محیط و فرامین ابتدایی

در این بخش فرامین مقدماتی AutoForm توضیح داده می‌شود تا کاربر با محیط نرم‌افزار آشنا شده و به کنترل محیط نرم‌افزار تسلط یابد.
- فرمت فایل‌های مورد استفاده در AutoForm

یک فایل Simulation بر اساس هندسه قطعه یا ابزار طراحی شده در نرم‌افزارهای CAD ساخته می‌شود.
فرمتهای ورودی نرم‌افزار شامل VDAFS یا IGS می‌باشد. بعد از انتخاب CAD DATA مورد نظر برای استفاده در نرم‌افزار این فایل‌ها در ابتدا توسط خود برنامه تبدیل به مش میگرددو سپس وارد محیط نرم‌افزار می‌شود.
در ادامه اطلاعاتی نظیرSize , Shape , Material , thickness , … و غیره تعریف می‌گردد.
کلیه اطلاعات اختصاص داده شده پارامتریک بوده و قابل تغییر می‌باشند.
همه این موارد تحت عنوان *.sim فایل ذخیره می‌شود.
در انتها برای رسیدن به نتایج مورد نظر باید یک سری محاسبات توسط خود برنامه انجام گیرد، نتایج محاسبات نیز به صورت خودکاربه این فایل اضافه شده و دوباره تحت عنوان *.simتوسط خود نرم‌افزار ذخیره می‌گردد.
لازم به ذکر می‌باشد که بعد ازReopen شدن فایل، انجام عمل ذخیره مجدد فایل شبیه‌سازی شده منجر به از بین رفتن اطلاعات محاسبات خواهد گردید.
بعد از محاسبات با توجه به بزرگ و کوچک بودن قطعه، تعداد مراحل ساخت، دقت محاسبه و نثایج مورد انتظار اندازه SIM Fileها متفاوت خواهد بود. به‌طور مثال اندازه فایل شبیه‌سازی شده قطعه داخلی درب خودرو بادقت Fine حدود 1 Gig می‌باشد.
فایل‌های مورد استفاده در AutoForm و ترتیب ورود و ذخیره آن‌ها به قرارزیر می‌باشد.
- Surface Model or Tool

شامل IGES (*.igs) – VDAFS (*.vda) (این نوع فایل‌ها به صورت مش نیستند و باید تبدیل به مش شوند)
af (*.af) – Nastran (*.nas) – Abaqus (*.abs) – Stl (*.stl) – Dyna (*.dyn) (به صورت مش هستند)
Importing CAD geometry
Generating Input (ایجاد سطح قالب، وارد کردن اطلاعات، و…)
Save SIM File (ذخیره کردن فایل)
Starting Calculation (شروع محاسبات)
SIM File
- Menu bar

File
این منو شامل قسمت‌هایی است که برای مدیریت برنامه لازم است مثل:
- تنظیمات لازم برای شبیه‌سازی جدید
- باز و بسته کردن فایل
- ذخیره
- چاپ و …
- Model

برای دسترسی به پنجره فعالیت‌هایی که برای انجام شبیه‌سازی لازم داریم (ساخت Die face و تخصیص اطلاعات و …)
- One step wizard
- Geometry generator
- Blanck generator
- Process generator
- Curve manager
- Drawbead generator
- Material generator
- Delete
- Run

شروع انجام محاسبات و در اختیار قرار دادن اطلاعات محاسباتی که برای شبیه‌سازی انجام شده‌است.
- Result

مشاهده و برسی نتایج و عملکرد نرم‌افزار. مثلاً وضعیت ضخامت یا نیروهای لازم برای پرس (پس از اتمام فعالیت شبیه‌سازی و reopen این منو فعال می‌شود)
- Time

امکان بررسی و مشاهده نتایج در زمان‌های مشخص شده، توسط این منو در دسترس قرار خواهد گرفت (بعد از اتمام شبیه‌سازی قابل دسترس می‌باشد)
- Display

مدیریت نحوه نمایش ابزار یا سطوح ساخته شده (filled – mesh , …)
- View

نحوه نمایش مدل در محیط گرافیکی با استفاده از فرامین این منو قابل کنترل خواهد بود. (نماها نسبت به X,Y،Z و ذخیره کردن نما و همسان سازی نماها و …)
- Option

انتخاب نحوه اندازه‌گیری یا انتخاب سطوح
- Window

نمایش یا عدم نمایش منوها و آیکونها
به غیر از منو File بقیه منوها را می‌توان پس از بازشدن با کلیک چپ موس بر روی خط چین بالای کرکره باز شده از فریم اصلی جدا کرد در این صورت منو جدا شده بر روی صفحه باقی خواهد ماند.
- Icon bar

شامل یک سری آیکن است که در واقع رابط گرافیکی برای اجرای بعضی از فرامین Menu Bar می‌باشد و شامل پنج گروه کلی است.
- Main Display

CAD DATA پس از مش بندی و ورود به نرم‌افزار به صورت گرافیکی در این محیط دیده می‌شود.

## مراحل شبیه‌سازی فرم دهی در نرم‌افزار اتوفرم
برای ورود به نرم‌افزار بر روی آیکن AutoForm کلیک می‌کنیم بعد از چند لحظه صفحه Floating License Manager باز خواهد شد.

اکنون license تمام ماژولهایی که قابل استفاده می‌باشند(Total) وماژولهایی که استفاده شده(Used) وماژول‌های باقی مانده که در دسترس هستند برای استفاده مجدد(Available) مشاهده می‌گردد.

بنابر این به‌طور مثال هم‌زمان می‌توانیم دو AutoForm را اجرا کرده و هم‌زمان از هر دو آن‌ها استفاده کنیم در این صورت Available=۰ خواهد شد.
کافیست از بالای صفحه AutoForm-Incremental seat و سپس از پایین OK را کلیک کنیم در این صورت تمام ماژول‌های مجاز فعال شده و محیط اصلی نرم‌افزار نمایان خواهد شد.
نکته: برای دیدن تمام کلیدها بهتر است Screen resolution مانیتور خود را حد اقل تا ۱۰۲۴*۱۰۲۸ بالا ببرید.

پس از اجرای نرم‌افزار AutoForm برای فراخوانی هندسه قطعه به محیط نرم‌افزار مراحل زیر را انچام می‌دهیم:
1. File>New>File name: B-Pillar انتخاب یک نام برای پروژه
2. Units>length:mm>Force:N انتخاب واحد اندازه‌گیری برای ابعاد و نیروی وارده پرس
3. Import File>File Format: IGS انتخاب فرمت ورودی Cad Data
4. Import File>Meshing Parameters: Max Side Length :30>OK وارد کردن ابعاد مش
5. >OK Layers>Use Layers:All
6. Directories معرفی مسیر فایل ورودی
7. Files>OK انتخاب فایل ورودی
8. بعد از فراخوانی هندسه قطعه کادر محاوره ای Geometry Generator ظاهر می‌شود. در این قسمت کارهای مقدماتی بر روی هندسه قطعه انجام می‌گیرد .
9. ناحیه Pre: عملیات قرینه سازی قطعه یا حذف کردن قسمت‌های غیر مورد نیاز قطعه در آن انجام می‌گیرد.
10. ناحیه Fillet: تمامی Filletهای مدل جهت برطرف نمودن لبه‌های تیز کنترل و اصلاح می‌گردد.
11. Fillet>Check>OK>Apply
12. File>Dismiss
13. Geometry Generator>Pre>Apply Model>
14. Fillet>Apply
15. Add>Add stage:(tag:50- type:Form)>OK>Apply
16. Wiper>Add Wiper>انتخاب دیواره‌ها>Wall>انتخاب دیوارها>Radius>Apply
17. Wiper Geometry>Height: 50 – Width: 50>Apply
18. Wiper Geometry>Variable>Edit Height Line>انتخاب نقطه>Curve
19. Editor:Delete>OK
20. بعد از انجام این مراحل به صفحه کاری رفته و وضعیت هندسه قطعه را مشاهده می‌کنیم.
21. Geometry Generator>Wiper>Add Wiper>انتخاب دیواره ها>Wiper Region>Wall
22. >Wiper Region>Radius>Apply> Geometry Generator>Wiper انتخاب Fillet ها
23. > Wiper Geometry>Height :60>Width:50>Apply Geometry Generator>Wiper
24. Tip>Tipping of Press Coord System>Copy Director>Wiper 1>OK
25. بعد از انجام این مراحل به صفحه کاری رفته و مجدداً وضعیت هندسه قطعه را مشاهده می‌کنیم.
26. ناحیه Tip: جهت Press و زاویه‌های قرارگیری قطعه در قالب در بهترین وضعیت بررسی می‌گردد.
27. Add>Add stage:(tag:20- type:Draw)>OK>Apply
28. Geometry Generator>Form 50>Wiper>Wiper 2>Wiper Region>Display Wiper> #
29. Wiper Region> Wall> Apply
30. Geometry Generator> Draw 20>Apply>Mod 1>Fill All Holes>Apply>
31. ناحیه Mod: تمامی حفره‌های مدل پر می‌گردد .
32. Tip>Tipping of Press Coord System>Min Back Draft>Transformation of Press
33. Coord System>Round Origin of Press Coord System>Center of Gravity
34. Boundry>Add Boundry Fill>Pick Curve>Boundry(Pre 3)>OK>Apply
35. ناحیه Boundry: مرزبندی قطعه کار جهت تعریف ورق گیر و سطوح اضافه را در این قسمت مشخص می‌کنیم
36. Add End Fill>انتخاب نقاط مشخص شده در دور قطعه>OK
37. Add End Fill>(ناحیه قرینه قسمت ۱۹) انتخاب نقاط مشخص شده در دور قطعه>OK
38. Curve Editor>Base> Boundry>End 1>Fill Control Curves>Spines>Edit>
39. Boundry>End 1>Fill Control Curves>Wireframe>Edit>Edit Working Planes
40. نکته: مراحل ۲۱ و ۲۲ جهت اصلاح رفتار سطوح اضافی برای ایجاد ورق گیر انجام می‌شود.
41. Boundry>End 2>Fill Control Curves>Wireframe>Edit>Edit Working Planes> #
42. Curve Editor>Base> Boundry>End 2>Fill Control Curves>Spines>Edit>
43. نکته: مراحل ۲۳ و ۲۴ جهت اصلاح رفتار سطوح اضافی برای ایجاد ورق گیر در ناحیه قرینه قبلی انجام می‌شود
44. ناحیه Binder: ایجاد سطح ورق گیر و میزان نیروی ورق گیر را در این ناحیه تعیین می‌کنیم. سطح ورق گیر می‌تواند به صورت خودکار یا به صورت Import از نرم‌افزار دیگری وارد Autoform گردد.
45. Binder>Auto>Profile>Add Profile>Curve Editor>Base>ترسیم خطی مطابق شکل>OK
46. Binder> Profile>Add Profile>Curve Editor>Base>ترسیم خطی مطابق شکل>OK
47. Binder> Profile>Add Profile>Curve Editor>Base> خط تقارن قطه کار)) ترسیم خطی مطابق شکل>OK
48. Binder> Profile>Add Profile>Curve Editor>Base>ترسیم خطی مطابق شکل>OK>Apply
49. نکته: توجه داشته باشیم در هربار از انتخاب Add Profile یک ناحیه Prf در سمت راست کادر Generative Generator اضافه می‌شود.
50. Binder> Profile>Prf3>تنظیم نقاط مطابق شکل> Apply
51. نکته: در ناحیه نمودار خط قرمز رنگ را بگونه ای تغییر می‌دهیم که مشابه خط آبی رنگ درآید. پس از Apply وضعیت جدید قطعه کار را بررسی می‌کنیم.
52. ناحیه Addendum: جهت تعریف سطوح اضافی برای رساندن سطح ورق گیر به سطح قطعه کار بکار می‌رود.
53. Addendum>Add Addendum>Pick Curve>Boundry 3>OK>Apply
54. Addendum>Outer>Parameters>PO:50>Apply
55. بعد از انجام این مراحل به صفحه کاری رفته و مجدداً وضعیت هندسه قطعه را مشاهده می‌کنیم.
56. Geometry Generator>Binder>Profile>BinderSurface>Outline>Edit>CurveEditor>
57. Addendum>Outer>Apply>Liners>Characteristic Lines>Punch Opening
58. نکته: با انجام این مرحله نقاطی پیرامون قطعه ظاهر می‌گردد که با حذف آن‌ها Addendum دور قطعه اصلاح می‌گردد. حذف نقاط در مراحلی صورت میگرد که در آن شکست اتفاق افتاده باشد.
59. Characteristic Lines>Punch Opening Width>Edit>Curve Editor>Base>
60. انتخاب نقاط و تغییر مخصات آنها> OK، نقطه اول: dy :22 / نقطه دوم: dy :22 / نقطه سوم: dy :22 / نقطه چهارم: dy :17 / نقطه پنجم: dy :1 / نقطه ششم: dy :7
61. Develop Flanges>Dismiss>Apply Addendum>Outer>
62. این بار مطابق قسمت ۳۴ تغییر مختصات برخی نقاط جهت اصلاح Addendum ناحیه دیگری از قطعه صورت می‌گیرد.
63. نکته: بعد از انجام این مراحل خواهیم دید در سمت راست صفحه کاری نرم‌افزار Autoform گزینه‌هایی نظیر Die و Punch و Binderایجاد شده که می‌توان چنین استنباط کرد که بر اساس فایل ورودی سنبه و ماتریس و نیز ورق گیر طراحی شده‌است.
64. Display>Zebra Options>Dismiss
65. Display>Clear All Lables
66. پس از انجام این مراحل وضعیت هندسه قطعه را مورد بررسی قرار می‌دهیم.
67. Generative Generator> Characteristic Lines>Dismiss
68. Generative Generator> Form 50>Wiper>Wiper 1>File>Dismiss
69. ناحیه Blank Generator: جهت ایجاد بهینه Blank اولیه از قطعه کار استفاده می‌شود.
70. Model>Blank Generator>Min Blank>File>Dismiss
71. در قسمت Process Generator: ناحیه Blank: پارامترهایی نظیر موقعیت، جنس، ضخامت ورق و … تعریف می‌گردد. همچنین در این ناحیه می‌توان ورق را با ابعاد لازم ترسیم کرد یا از طریق ترسیم در نرم‌افزارهای دیگر و به وسیلهٔ دستور Import فراخوانی کرد.
72. Model>Process Generator>30>Edit Operations>Operations Tag>Tag:20>Set
73. انتخاب 20-Die از صفحه کاری
74. >Blank>Properties>Material>Import> Select File> Model>ProcessGenerator>
75. Blank>Add Weld>Weld>Properties> Thickness:2>Weld Line:Input>Curve Editor>Base
76. >From +z(yx)>OK> نوار ابزار View
77. Weld>Properties Apply At:Check>OK>OK
78. از صفحه کاری 20-Punch و 20-Binder و 50-Post را فعال می‌کنیم نا ظاهر شوند.
79. ناحیه Tools: هندسه سنبه، ماتریس و ورق گیر را تعریف می‌کنیم
80. Process Generator>60>Add>Add tool>Add tool
81. Tool Name>Name:Ref>Below>Geometry:Reference Process Generator>60>Tools>
82. Reference Geometry Tool>Current Geometry-Tool>1-pp-Lesson-03-Form>
83. Select Object>Part>Flange Radius>ok
84. Process Generator>60>Tools>Columns>Name
85. Process Generator>60>Title>File>Save
86. ناحیه Lube: ضریب اصطکاک را تعریف می‌کنیم.
87. ناحیه Process: چگونگی و اندازه نزدیک شدن سنبه و ماتریس و ورق گیر را نسبت بهم مشخص می‌کنیم.
88. ناحیه Gravity: همان خیزی است که در اثر وزن ورق روی ماتریس ایجاد می‌شود.
89. ناحیه Arrawing: نحوه عملیات کشش را نشان می‌دهد.
90. بعد از اتمام مراحل آماده شبیه‌سازی می‌شویم ولی قبل از این کار لازم است که حرکت سنبه، ماتریس و ورق گیر را کنترل کنیم. از اینرو از منوی Run گزینه Start Simulation را انتخاب کرده و پس از ظاهر شدن کادر محاوره ای آن گزینه Check را انتخاب می‌کنیم. بعد از کنترل حرکت‌ها و درست بودن آن مراحل زیر را دنبال می‌کنیم
91. Process Generator>Job>Start Simulation
92. Process Generator>File>Dismiss
93. Start/Kill Simulation>View Log>Procs (max 2):2>Start
94. File>save

بعد از اتمام شبیه‌سازی می‌توان نتایجی از قبیل چروک، پارگی، تغییر ضخامت، نمودار FLD , تنش‌های موجود بر روی سنبه، ماتریس و ماکزیموم عیوب و … را مشاهده نمود.